# 遠藤章造
遠藤 章造（えんどう しょうぞう、1971年〈昭和46年〉7月13日 - ）は、日本のお笑いタレント、司会者、俳優。お笑いコンビ・ココリコのツッコミ担当。相方は田中直樹。大阪府豊中市服部出身。吉本興業所属。

## 経歴
田中直樹とは小学1年生のときに初めて知り合い、中学校で同じクラスになり仲良くなった。掛布雅之に憧れて、小学2年生の時から野球を始める。田中も中学で同じ野球部に所属し、ショートのポジションを争っていた。当時、遠藤のプレーを観察した田中は「次元が違いすぎて、こういう人がプロに行くんだろうな」と思ったと話している。
高校進学時には7つの名門校から勧誘が来たが、高校野球激戦区の大阪を避け、香川県の寒川高校に同校の野球留学1期生として進学。3年生の時にはキャプテンを務め、通算23本の本塁打を記録。勧誘を受けた7つの高校のうち、同高だけが3年間甲子園への出場が叶わなかった。なお、同高は卒業後20年以上経ってから初出場した。
中日ドラゴンズや広島東洋カープからスカウトが来たこともあったが、高校3年生最後の公式戦での最終打席で、「この打席でヒットを打ったら野球を続けよう、もし打てなかったら野球をキッパリ辞めよう」と決め、センターライナーに終わったことによりプロ野球選手になる夢を諦める決断をした。なお、この試合での相手ピッチャーは宮地克彦、ライトは谷佳知であった。のちに寒川高等学校野球部OB会副会長となる。
高校卒業後は、香川県の企業で事務機器の営業員をしていた。芸能界入りしてからも、野球好きであることから、雑誌『プロ野球ai』での連載、野球番組でキャスターを担当するなどした。
『いきなり!黄金伝説。』(テレビ朝日系列)の黎明期には大食いチャレンジを何度も行い、大食いとして売り出そうとした。遠藤は「本当に嫌だった!」と後に振り返るが、プロデューサーから「好きなゴルフ場で1回ゴルフやらせてあげるから」という言葉につられて大食い企画を了承した。なお、大食いチャレンジ後には毎回体重が10kg前後増えていた。
2002年にタレントの千秋と結婚。『ココリコ海上火災』（毎日放送）での共演がきっかけで、同じ阪神タイガースのファンだったことから意気投合。2003年に女児を授かる。2007年12月28日に離婚。
2011年3月28日より『ヒルナンデス!』(日本テレビ)の月曜MCとしてレギュラー出演し、2020年3月30日に卒業。
2015年、父親の出身地である鳥取県「とっとりふるさと大使」に就任。
2015年12月25日、一般人女性（関根勤の元マネージャー）と約4年の交際を経て再婚。2016年夏に長男、2017年冬に次男が誕生。
2018年8月20日、吉本坂46の最終オーディションに合格し、メンバー（1期生）に選ばれる。
2020年以降、千鳥のクセスゴ!(フジテレビ系列)やYouTubeなどでクセがスゴい歌ネタを披露。同じくクセがスゴい歌ネタを披露している狩野英孝とともにユニット「遠藤と狩野」としても活動している。
2020年10月6日より『遠藤章造のイケ男とイケ女のイケてるGOLF!』(サンテレビ)にMCとして出演。

## 人物
阪神ファンであり、元阪神タイガース投手の岩田稔と公私に渡って親交がある。岩田はかつてから遠藤と顔が似ていると言われており、テレビ番組BRAVO!でも共演したことがあるほか、岩田が先発登板した試合で始球式を務めたことがある。
航空ファンであり、エンジンの音だけで飛行機の機種、エンジンメーカーを当てるという特技があるが、航空機に興味を持ったのは幼少期伊丹空港に近い豊中に住んでいたためである。
元ヤンキース投手田中将大と里田まいの縁を取り持った。田中、里田と共演した際に、田中のファンであった里田から密かに「田中の連絡先を知りたい」と相談を受けたため、楽屋にいた田中に里田の連絡先を渡して、「1回だけでいいから連絡してもらえませんか」と言ったのがきっかけだった。2人から仲人を頼まれたが、遠藤が離婚していたこともあり、実現しなかった。

## 芸風
代表的なギャグである「ホホホイ」は1998年に『ダウンタウンのガキの使いやあらへんで!』(日本テレビ系)の企画「ハイテンション ザ・ベストテン」で「愛 ～ほほほほーい～」として披露。「サンバのリズムを知ってるかい」などのフレーズとともにブリーフ一丁で踊るものである。また、『絶対に笑ってはいけない温泉宿1泊2日の旅in湯河原』以降、覆面レスラー・ダイナマイト四国を演じている。

## 出演
単独での出演のみ。

### テレビバラエティ
現在のレギュラー番組
- 遠藤章造VS.GOLF（サンテレビ・スカイA、2021年1月 - 、/ Season2 2022年1月 - ） - ナビゲーター。 - 冠番組
- マネリーダー!!!〜遠藤家、大富豪への道〜（BS10、2025年1月11日 - ）[11]

過去に出演していた番組
- サルヂエ（中京テレビ・日本テレビ、2004年4月5日 - 2007年1月31日）
- 夫婦交換バラエティー ラブちぇん（メ〜テレ、2005年5月12日 - 2008年12月25日）
- BRAVO!（読売テレビ、2006年4月4日 - 2009年3月20日）
- 月刊ベースボールTV! （日本テレビ、2007年）
- ココリコ遠藤章造の「有限会社青天井」（ヨシモトファンダンゴTV）
- 遠藤淳（テレビ東京、2009年4月 - 2010年6月）
- BSデジタル号がゆく!〜ブルートレイン 九州一周の旅〜（NHK BSハイビジョン、2010年9月4日・5日） - 司会
- 野球好きニュース（J SPORTS、2011年） - 第1木曜日レギュラー
- 城島茂の週末ナビ ココイコ!（テレビ朝日、2011年10月1日 - 2012年3月31日）リポーター
- 5時に夢中!（2015年9月11日） - 代打MC
- 金バク!（岡山放送） - 不定期出演
- なら婚（日本テレビ） - 不定期出演
- タモリ倶楽部（テレビ朝日） - 不定期出演
- ヒルナンデス!（日本テレビ、2011年3月28日 - 2020年3月30日）- 月曜レギュラー[12]
- バイキングMORE（フジテレビ、2020年10月 - 2022年3月） - 不定期出演
- 遠藤章造のイケ男とイケ女のイケてるGOLF!（サンテレビ、2020年10月6日 - 2021年12月29日） - MC

#### スペシャル番組
- ツッコミ日本代表2006（テレビ東京、2006年12月30日）
- 野球好きニューススペシャル マル秘メジャー（J SPORTS、2010年12月 - 2013年）
  - 野球好きニューススペシャル 君こそ野球マイスター（J SPORTS、2012年7月 - 2013年）
- 鳥人間コンテスト選手権大会（読売テレビ・日本テレビ、2012年 - 2013年 / 2017年 - 2018年）
- みんなでゴルフ（テレビ東京、2022年1月8日・30日）- MC[13]
- ゴルフ伝説のプレー「レジェンドたちが驚いたSP」(NHK BS、2022年9月10日) - 司会

### テレビドラマ
- 明日があるさ（2001年4月 - 6月、日本テレビ） - 遠藤 役
- 歓迎!ダンジキ御一行様（2001年10月 - 12月、日本テレビ） - 明聖 役
- よい子の味方〜新米保育士物語〜（2003年1月 - 3月、日本テレビ） - 佐々木修造 役
- 独身3!!（2003年10月 - 12月、テレビ朝日） - 主演・菊原はじめ 役
- 世界最強Jホラースペシャル 日本のこわい夜「くも女」（2004年9月22日、TBS） - 山崎 役
- 棟居刑事の捜査ファイル・ガラスの恋人（2005年1月29日、テレビ朝日） - 立橋忠雄 役
- 翼の折れた天使たち（2006年3月、フジテレビ）
- PS -羅生門-（2006年7月 - 9月、テレビ朝日） - 安全豊 役
- 相棒 Season 5 第11話「バベルの塔〜史上最悪のカウントダウン!」（2007年1月1日、テレビ朝日） - 和久井拓郎 役
- 交渉人2（2009年11月19日、テレビ朝日） - 西岡保 役
- 新撰組PEACE MAKER（2010年1月 - 3月、毎日放送） - 近藤勇 役
- デカ 黒川鈴木 第3話（2012年1月19日、読売テレビ） - 井波 役
- ラスト♡シンデレラ（2013年4月 - 6月、フジテレビ）- 武内公平 役
- 特集ドラマ かつお（2013年12月18日、NHK仙台） - 島田浩二 役
- さぬきうどん融資課（2014年5月21日、NHK BSプレミアム） - 長尾祐二 役
- レンタル救世主 第2話（2016年10月16日、日本テレビ） - 神保 役 [14]
- 北風と太陽の法廷（2017年3月17日、日本テレビ） - スナック常連客 役
- 月曜名作劇場 「浅見光彦シリーズ (TBSのテレビドラマ)5」（2019年1月7日、TBS） ‐ 長谷部刑事課長 役

### テレビ報道・情報番組
- キャスト（2013年10月31日 - 2019年3月28日、ABCテレビ） - 木曜日レギュラー

### 映画
- 岸和田少年愚連隊 野球団〈岸和田少年野球団〉（2000年） - 主演・ガス 役
- みんなのいえ（2001年）
- tokyo.sora（2002年） - ランパブに来るサラリーマン 役
- 火天の城（2009年9月12日、東映） - 堺の豪商 役
- バスジャック（2014年2月8日、オールインエンタテインメント） - 主演・小宮昇 役
- だCOLOR?〜THE脱獄サバイバル(2016年) - シンガー 役 (友情出演)
- 帰ってきたバスジャック（2017年7月8日、オールインエンタテインメント） - 主演・小宮昇 役
- 恋と嘘（2017年10月14日、ショウゲート） - 仁坂遥一 役

### 劇場アニメ
- クレヨンしんちゃん 嵐を呼ぶ!オラと宇宙のプリンセス（2012年） - イケメンC 役[15]

### 吹き替え
- マスク2（2005年） - ロキ 役

### ウェブ
- とりあえず生中（三杯目）（ニコニコ生放送、2010年4月 - 10月） - 月曜日「エンタメ」に大島麻衣と共に出演
- ニコファーレ オープニングイベント-THE FIRST NIGHT-（ニコニコ生放送、2011年7月18日） - 司会
- ABEMA BOATRACE CAMPUS〜勝負駆け！笑いのターンマーク〜（2021年10月9日 - 2022年3月19日、ABEMA） - MC
- ABEMA BOATRACE CRUISE 六本木フレンドパーク（2022年4月2日 - 2023年4月1日、ABEMA） - MC
- ABEMA BOATRACE SPACE『波乗り全速!ブレインターン!!!!!!』（2023年4月8日 - 2024年3月30日、ABEMA） - MC

### ラジオ
- ヤングパーク(MBSラジオ)2004年4月 - 2005年9月
- オレたちゴチャ・まぜっ!〜集まれヤンヤン〜(MBSラジオ)2014年4月19日 - 2017年4月8日
- ココリコ遠藤のホホホイサンデー (まえばしCITYエフエム)2023年4月7日 -

### 連載
- ココリコ遠藤 虎芸人のマジ語り[16]（夕刊フジ）

### CM
- サントリーBOSS「贅沢微糖」（2007年）
- ライザップ（2016年）
- プロミス（2020年）

## 音楽
- 遠藤章造と田中さん(ココリコ)「悲しみの夜明け」（2001年5月23日）
- いつかのスターダム（2015年3月25日）
- 木梨憲武「木梨ミュージック コネクション3」（2021年11月3日）
最高な毎日にするために自分からグイッと動き言葉に気をつけ相手の顔色見て全て面白がり答えは追い追いやってくるにちがいない。・・・つまり、しかけ早めに動いていこう! feat. 遠藤章造, 狩野英孝, 堀内健, 60才なのに40ぐらいの気持ちNORIー!!
- 愛☆ホホホイ〜LOVE&PEACE&HOHOHOI〜 feat. mckj（2023年9月6日）

## 受賞歴
- 2018年度 第12回 ベスト・ファーザー賞 in 関西（芸能部門）[17]